# 21698 McCarron
A 21698 McCarron (ideiglenes jelöléssel 1999 RD56) a Naprendszer kisbolygóövében található aszteroida. A LINEAR projekt keretében fedezték fel 1999. szeptember 7-én.